# Йос ван Гент
Йос ван Гент, или Юстус ван Гент, собственно Йос ван Вассенхове (нидерл. Justus van Gent, Joos van Wassenhove; 1430, Гент, Фландрия — 1480) — нидерландский живописец, вероятно, родом из Гента, представитель ранненидерландской живописи эпохи Северного Возрождения.
Йос был родом из Гента, города в провинции Восточная Фландрия (ныне Бельгия. После обучения и работы во Фландрии переехал в Италию, работал у герцога Федерико да Монтефельтро в Урбино, где был известен как Джусто да Гуанто (итал. Giusto da Guanto). В произведениях художника очевидно влияние искусства раннего итальянского Возрождения.

## Биография

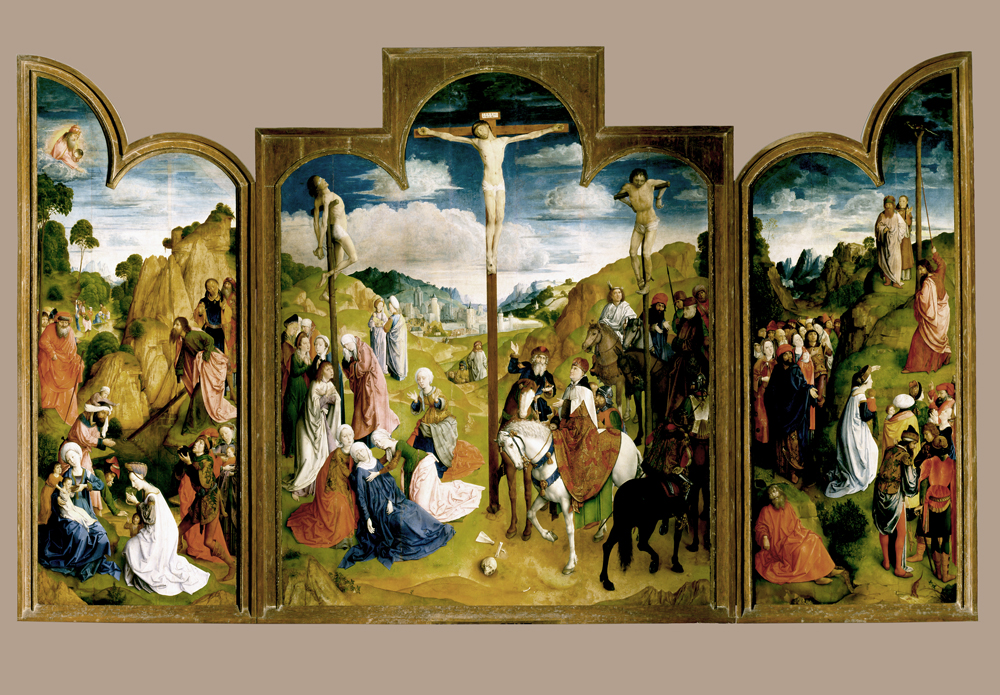
Распятие. Триптих. 1464—1465. Дерево, масло. Собор Святого Бавона, Гент

О ранних годах Йоса ван Вассенхове известно крайне мало. Считается, что художник, которого Дж. Вазари и Ф. Гвиччардини называли «Джусто да Гуанто» (Юстус Гентский), — это художник Йоос ван Вассенхове, который в 1460 году стал членом антверпенской Гильдии Святого Луки и с 1464 года имел звание свободного мастера гильдии Святого Луки в Генте. Ван Вассенхове, похоже, был широко известен, поскольку в 1467—1468 годах он получил плату за изготовление сорока гербов для Ватикана. Около 1470 года ван Вассенхове отправился в Рим.
Между 1472 и 1475 годами Вассенхове был одним из придворных художников Федерико да Монтефельтро, ведущего политика и мецената итальянского Возрождения в герцогстве Урбино. Вассенхове был зарегистрирован в Урбино в качестве владельца живописной мастерской. Да Монтефельтро между 1472 и 1474 годами дал художнику заказ на алтарный образ «Причащение апостолов», написанный для доминиканского братства «Corpus Domini» в Урбино. В алтарную картину включён портрет да Монтефельтро (со сломанным носом в профиль) в компании Катерино Дзено, персидского посланника при дворе в Урбино.

## Творчество
В творчестве художника соединились традиции нидерландской и итальянской живописи. Главная работа Йоса ван Гента, выполненная им в 1471 году до переезда в Италию— «Триптих Распятия» в Соборе святого Бавона (Гент). В Италии Вассенхове участвовал в украшении резиденций герцога да Монтефельтро: Палаццо Дукале в Урбино и дворца в Губбио. В Урбино в 1474 году ван Гент оформлял Студиоло (кабинета для учёных занятий) герцога Урбинского. По периметру верхней части комнаты расположены идеализированные портреты «знаменитых людей древности» (Uomini illustri): различных исторических и современных лиц. Двадцать восемь полуфигур написаны Йосом с некоторыми изменениями Педро Берругете. Помимо вымышленных «портретов» философов, учёных, а также знаменитых личностей античности и средневековья, Отцов Церкви и теологов, в галерею включены портреты пап Пия II, Сикста IV, кардинала Виссариона и Витторино да Фельтро (очевидно, по выбору заказчика, в цикл был включён и его портрет). Часть портретов заменена копиями, оригиналы ныне находятся в парижском Лувре и в Национальной галерее Урбино.

## Галерея

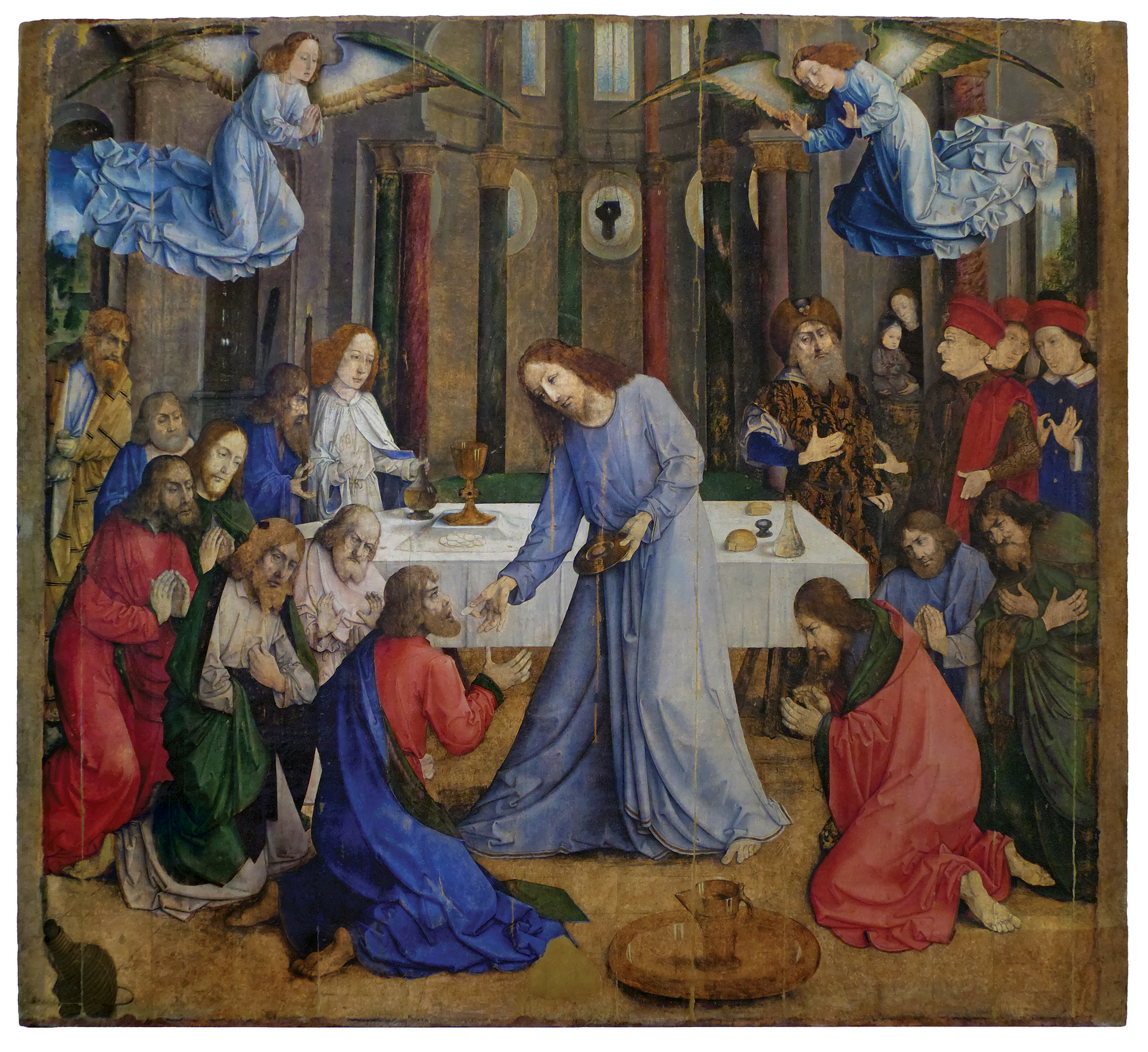
Установление таинства Евхаристии (Причащение апостолов). 1473—1474. Дерево, масло. Национальная галерея, Урбино
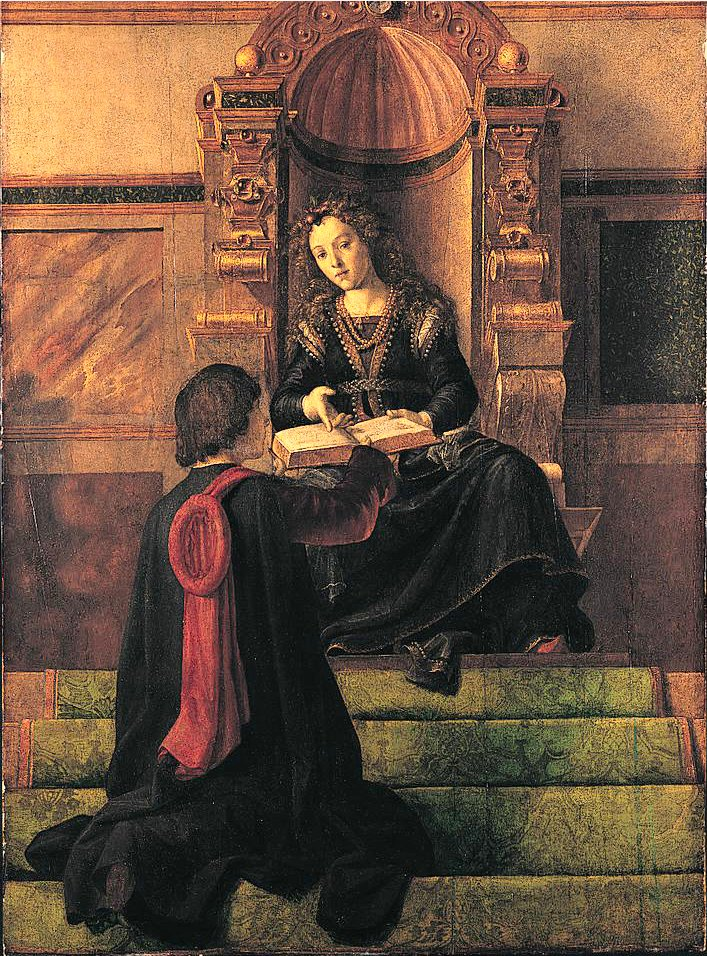
Риторика. Из серии «Семь свободных искусств». Между 1474 и 1480. Дерево, масло. Национальная галерея, Лондон
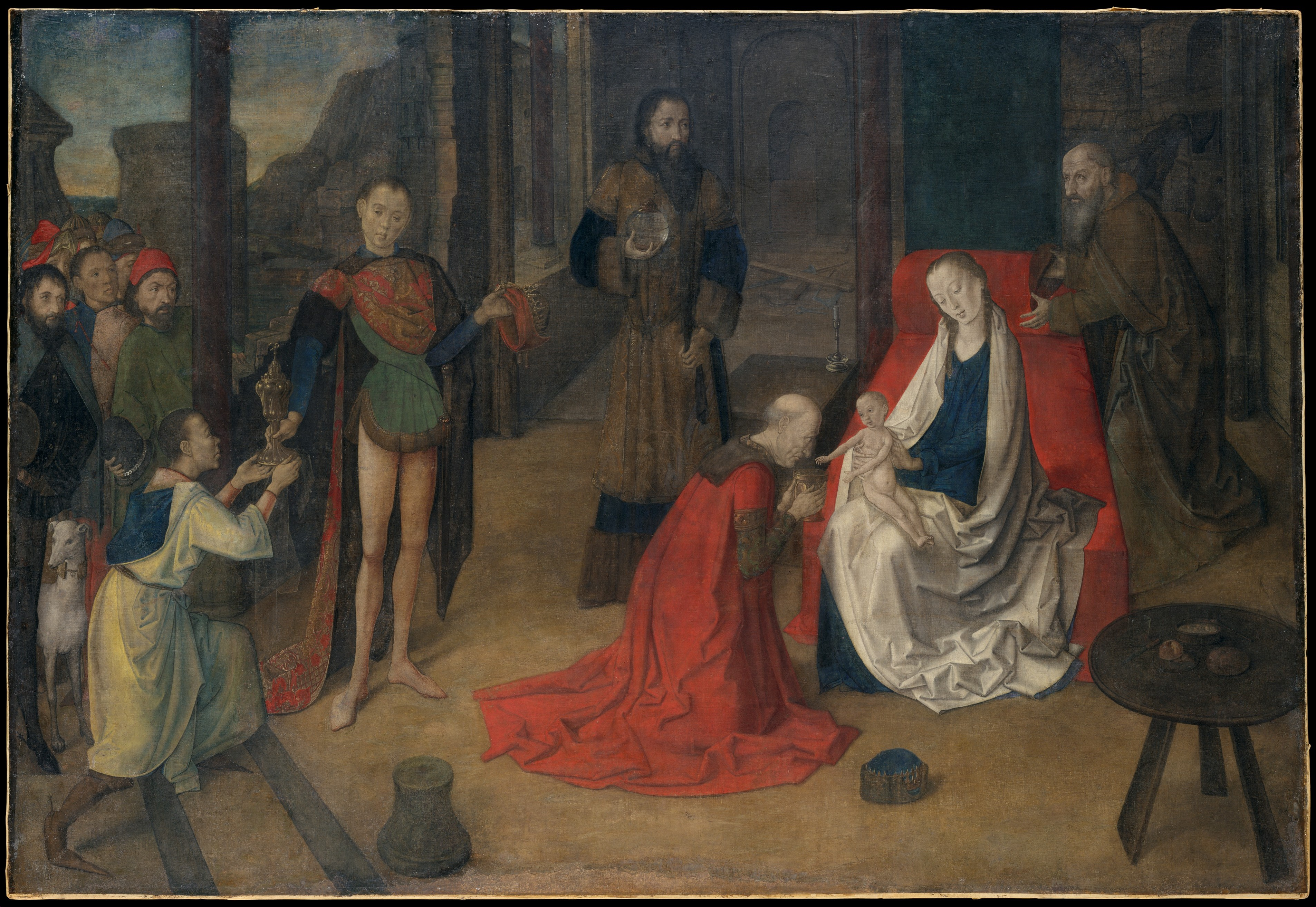
Поклонение волхвов. Ок. 1465. Холст, темпера. Метрополитен-музей, Нью-Йорк
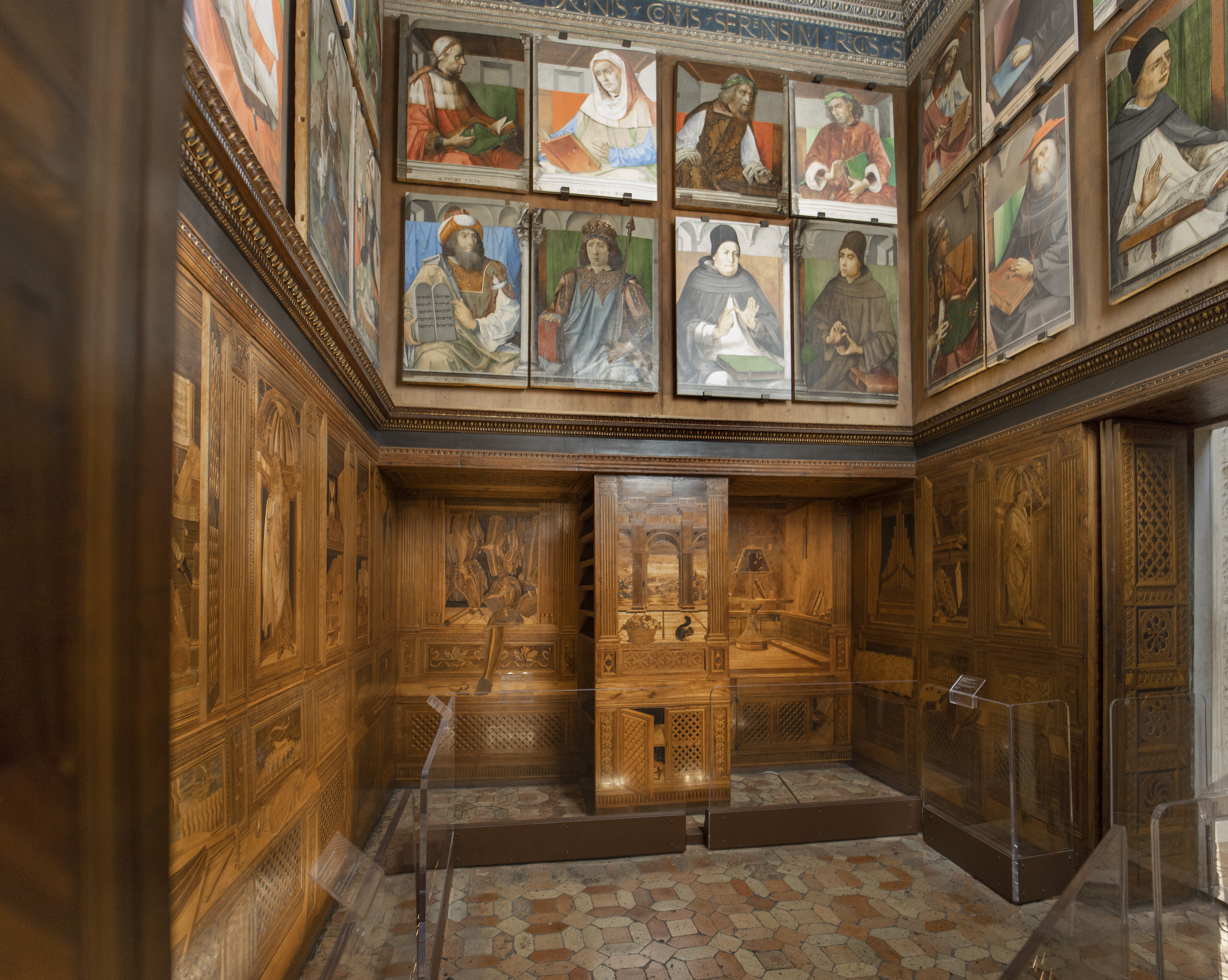
Студиоло герцога Федерико да Монтефельтро. Палаццо Дукале, Урбино
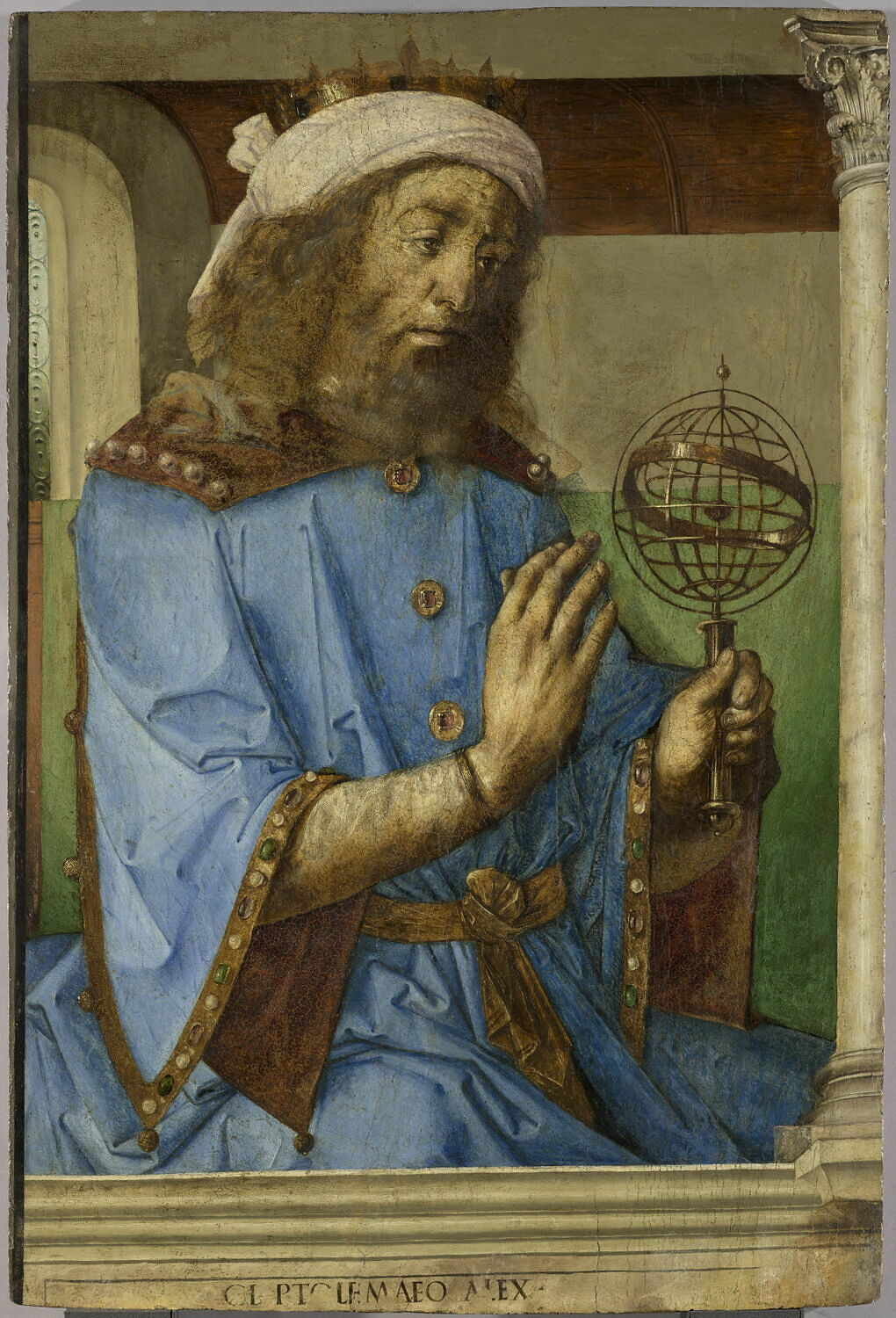
Й. ван Гент и П. Берругете. Птолемей с армилярной сферой. Ок. 1476. Дерево, масло. Лувр, Париж

## Портреты «знаменитых людей древности» (Uomini illustri) Студиоло герцога Федерико да Монтефельтро в Урбино. 1474

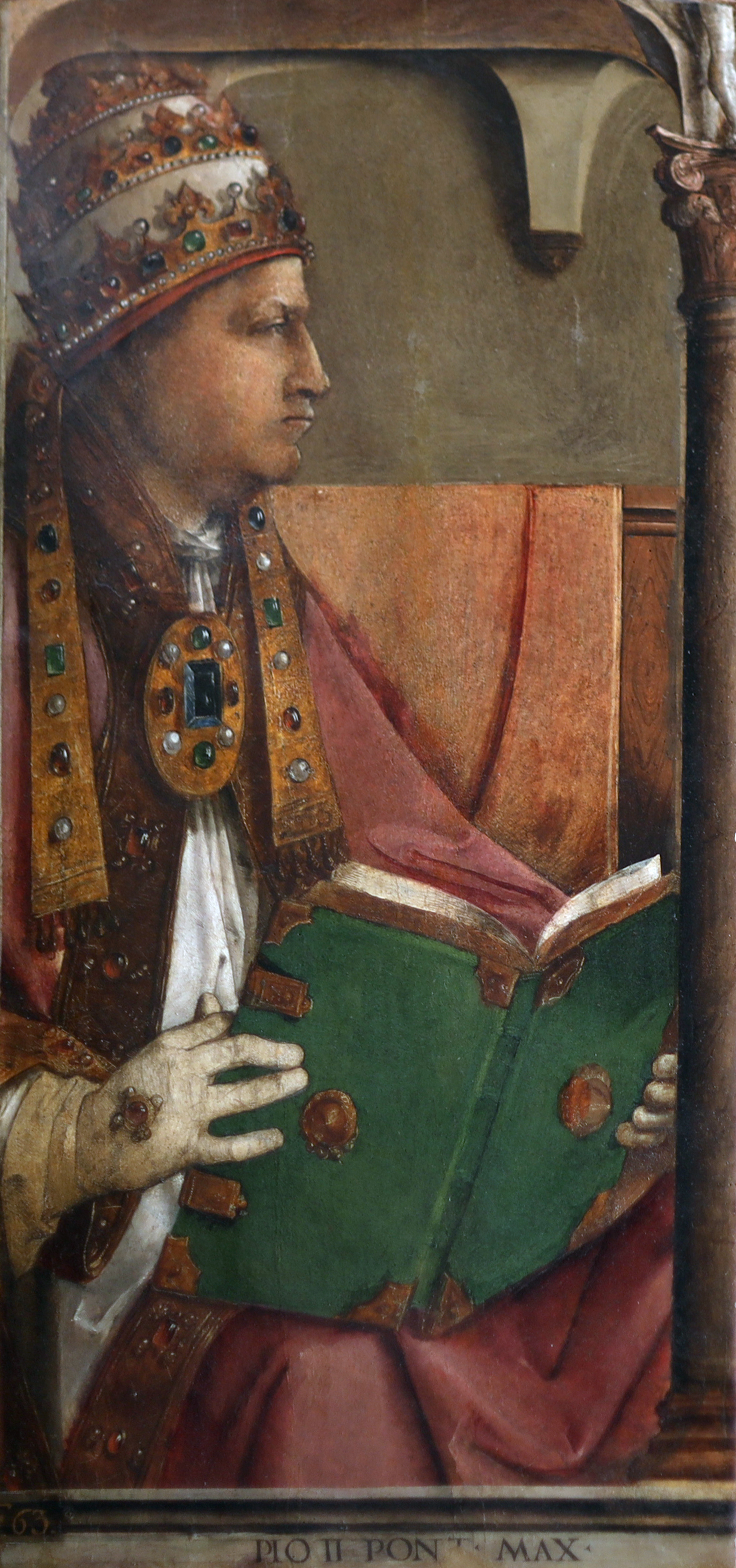
Папа Пий II
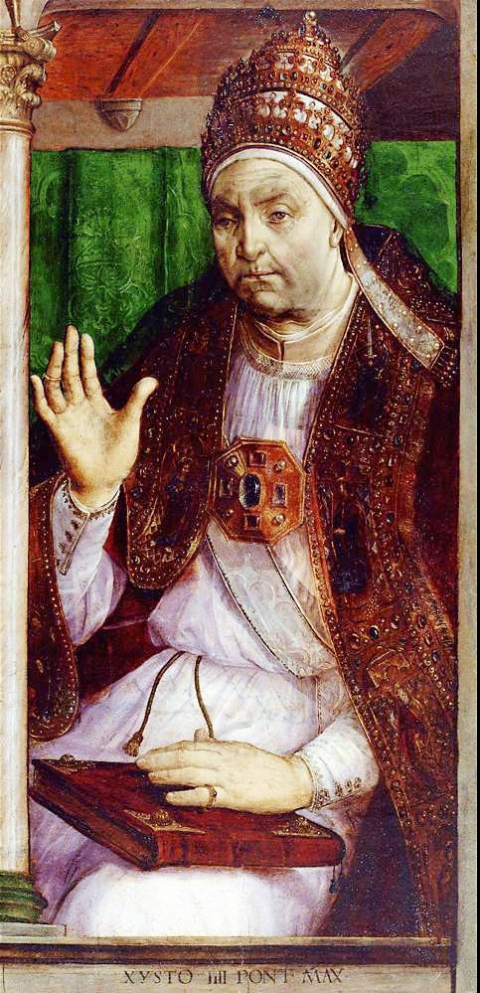
Папа Сикст IV
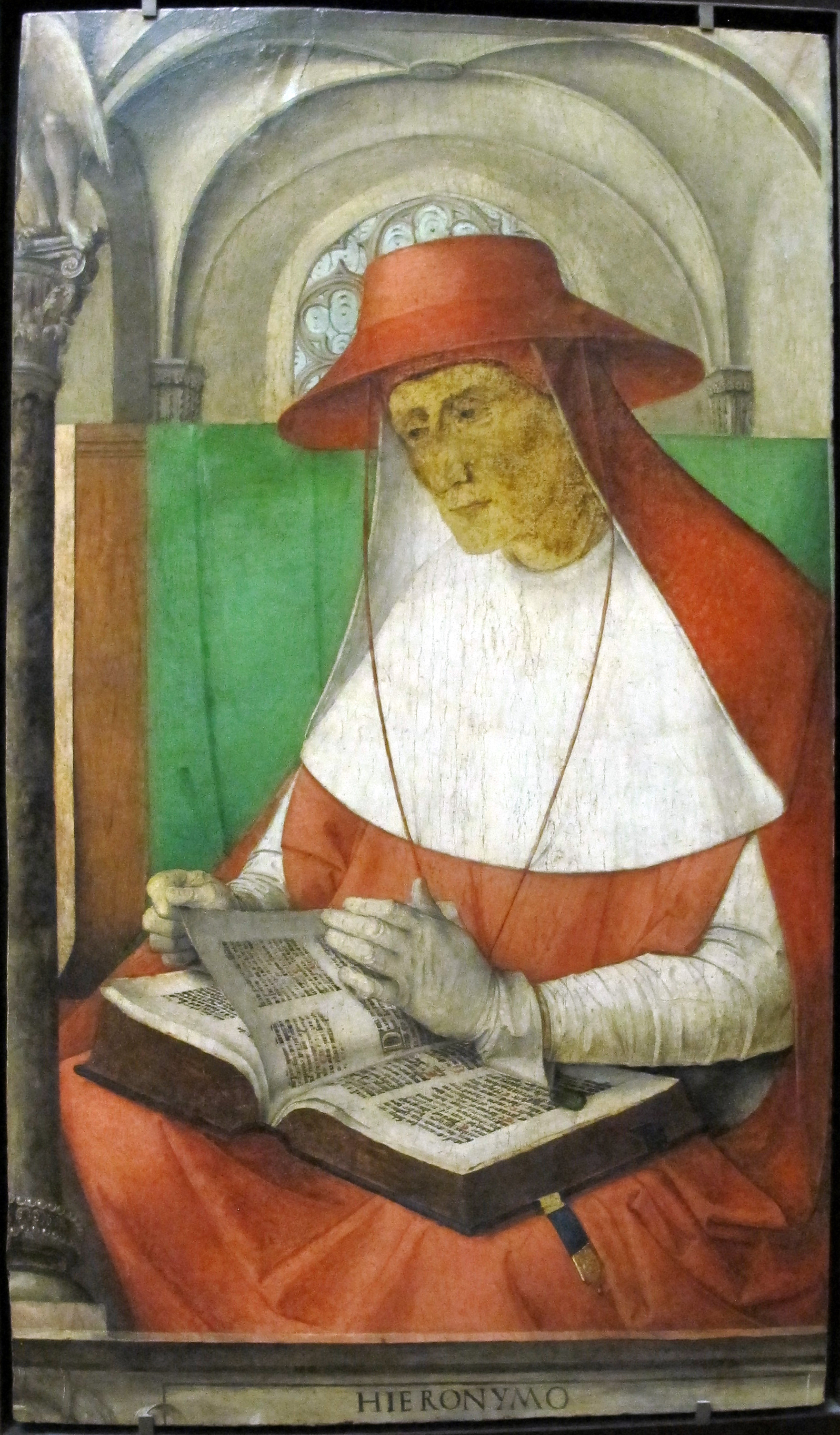
Святой Иероним
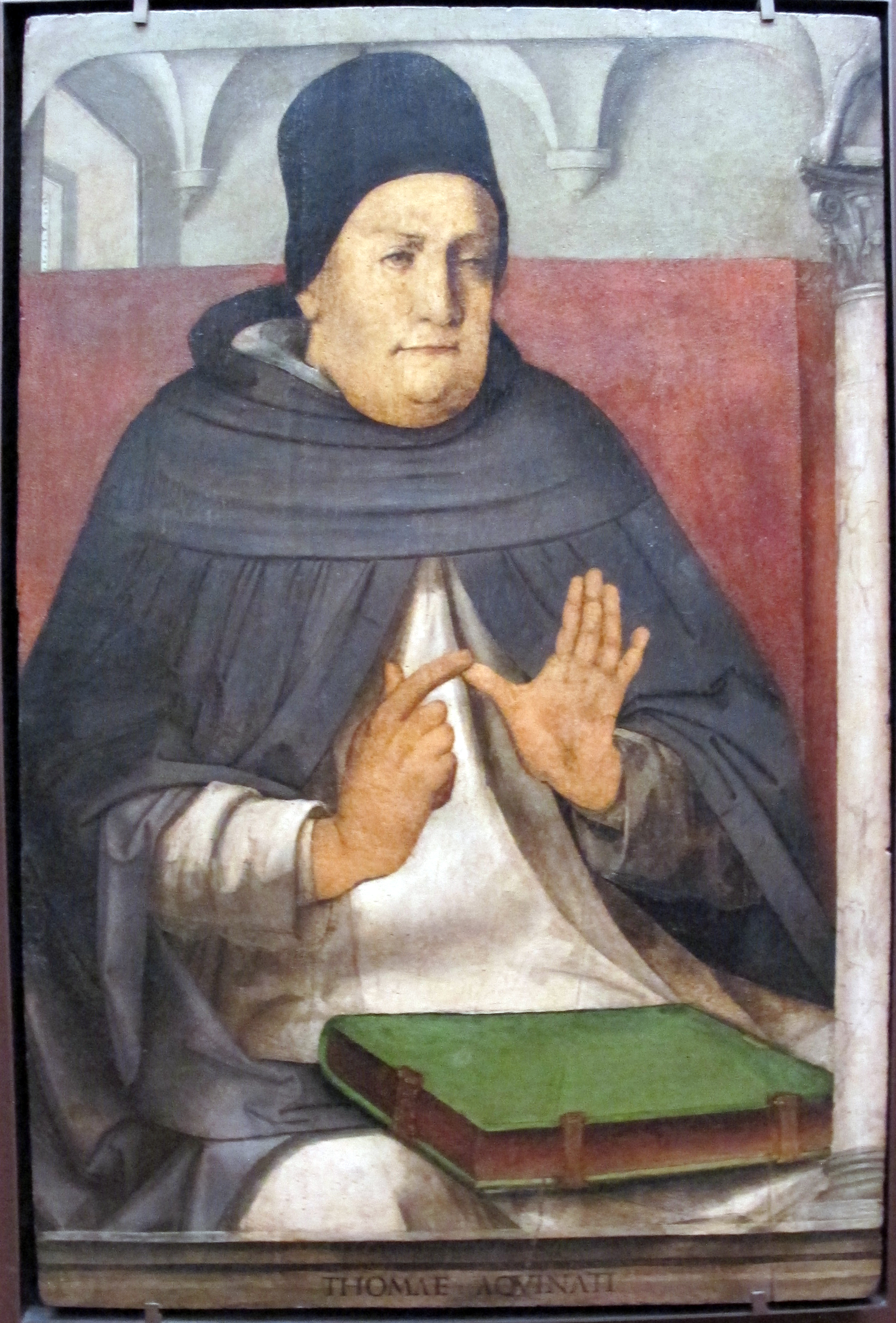
Фома Аквинский
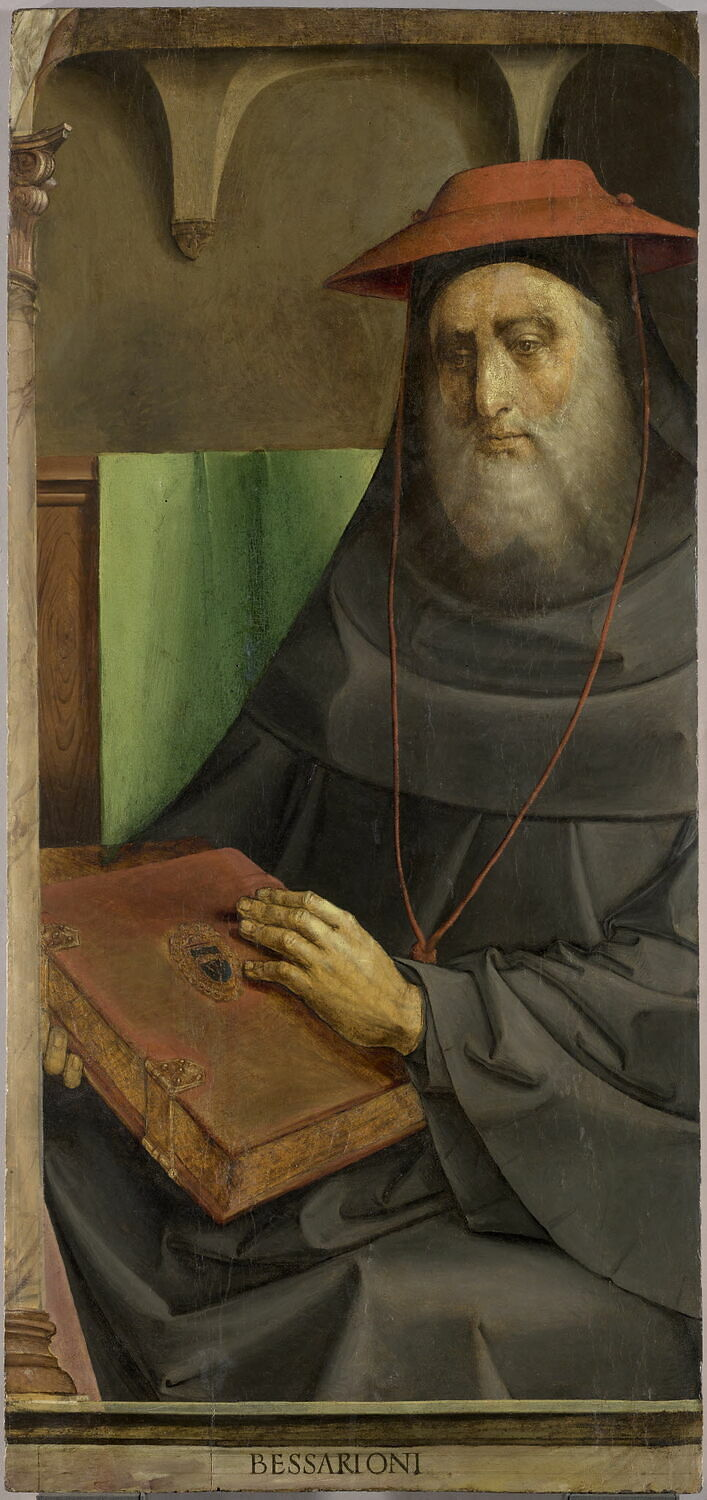
Кардинал Виссарион Никейский
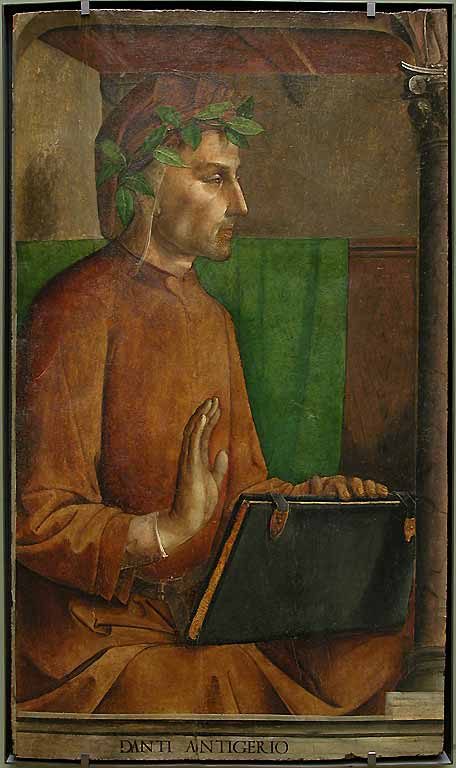
Данте Алигьери
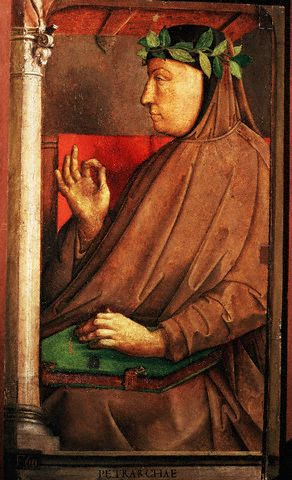
Франческо Петрарка
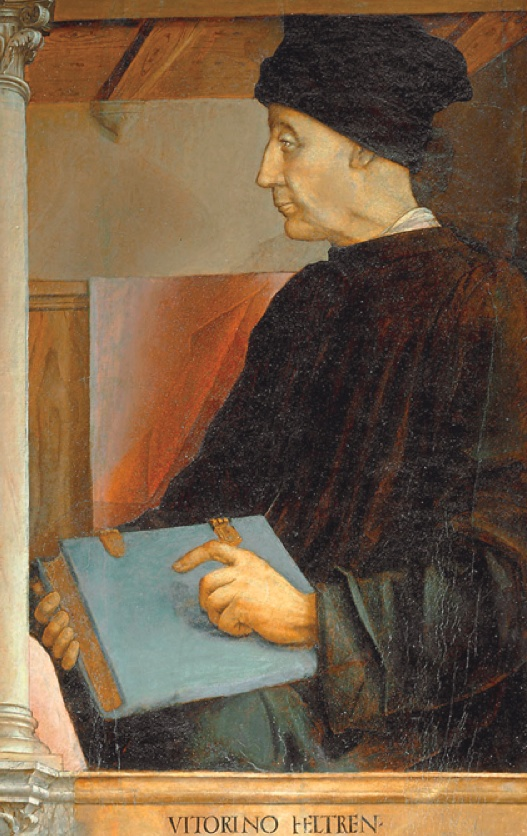
Витторино да Фельтре
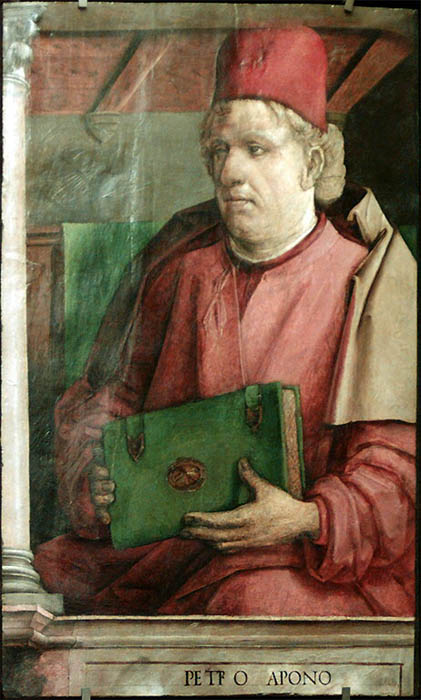
Медик, философ и астролог Пьетро д’Абано
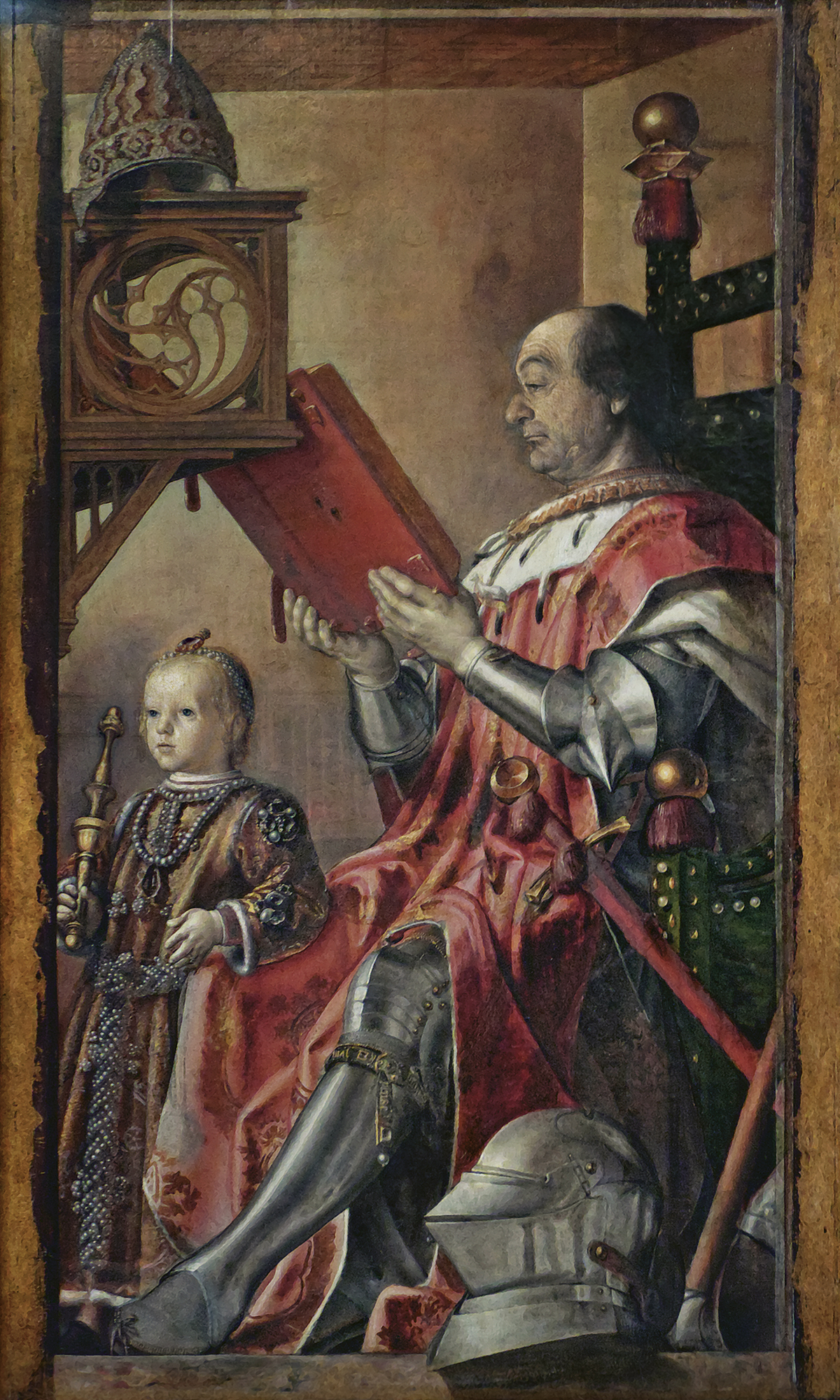
Федерико да Монтефельтро с сыном Гвидобальдо